# Saul David Botschko
 (juillet 2014).
Pour les articles homonymes, voir Botschko.
Le rabbin Saul (Shaoul) David Botschko (né en 1953), est le fils et le successeur du rabbin Moshé Botschko, et est actuellement le directeur de la Yechiva Hekhal Eliyahou, dans le Yichouv de Ko'hav Yaakov en Israël, yéchiva fondée par son grand-père à Montreux en Suisse en 1927, sous le nom de Ets Haïm.

## Biographie

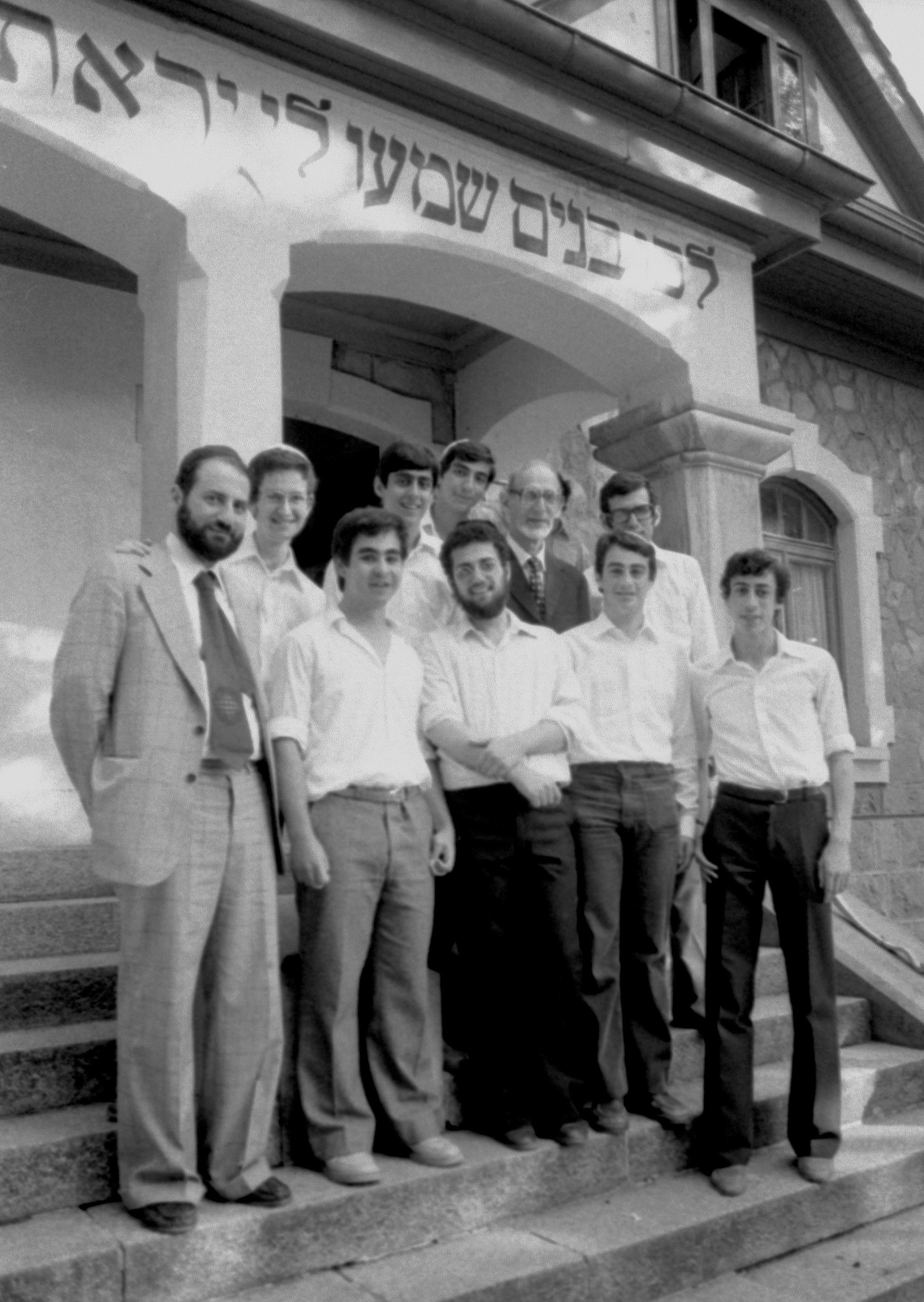
Le rabbin Shaoul David Botschko à la Yechiva Etz Haïm de Montreux.
(À droite au second rang)

Shaoul David Botschko est né à Montreux en 1953. Il est le fils du rabbin Moshé Botschko et de Helen Epstein, fille du rabbin Yehezkel Epstein, penseur connu pour être le premier traducteur du Talmud en anglais.
Jusqu'à l'âge de seize ans il suit son cursus scolaire à l'école publique de Montreux, puis il décide de se vouer aux études juives à la Yechiva Etz Haïm dirigée alors par son père.
En 1970, il devient moniteur et donne des cours à la yéchiva, devenue un lycée religieux. En 1975, il crée avec son père un cursus de formation d'enseignants reconnus par Israël, le Beth Midrach Lemorim, pour essayer de pallier le manque de cadres dans les communautés juives pour l’enseignement du Qodech (enseignement religieux ou sacré par opposition à l’enseignement profane).
Ainsi des montreusiens qui venaient d’obtenir le baccalauréat pouvaient rester à la Yechiva quelques années supplémentaires afin d’obtenir un diplôme d’enseignant en Qodech.
En 1979 il quitte la Suisse pour Paris, en France, où il crée une branche de la yéchiva de Montreux à Élisabethville en région parisienne, qui, avec les années, deviendra une école assurant toutes les classes, de la maternelle à la terminale, à Saint-Maur-des-Fossés.
En 1994, il réalise son alya avec sa famille, neuf ans après son père, en installant sa yechiva à Jérusalem.  
En 1995, la yechiva acquiert un terrain à Kohav Yaakov, sur lequel ses nouveaux bâtiments seront construits. Il en devient le Roch – le dirigeant –, titre qu'il reçoit de son père, qui décède en 2010. En 2006, Saul David devient aussi le rabbin du Yichouv, rôle qu'il occupera jusqu'en 2016 date de son remplacement par le rav Sfez. Il est marié à Hadara Stefanski et ont treize enfants.

### Livres en Français
- Terre d'Abraham, Terre des juifs, sur le lien entre le peuple juif et la Terre d'Israël
- À la table de chabbat, articles sur la sidra.
- Y a-t-il une obligation de vivre en Israël, sur l'ordre divin de résider en Terre d'Israël

### Traduits de l'hébreu
- les lumières de Rachi, commentaire sur le commentaire de Rachi sur la Torah. Déjà parue sur 8 parachiyot.

### Enhébreu
- בעקבות המחבר (Béikvot Hame'haber, sur les traces de l'auteur), commentaire sur des sujets de halakha
- שולחן ערוך כפשוטו (Choulhan Aroukh Kifchouto, Choulkhan Arouh explicite), commentaire sur le Choulhan Aroukh. Déjà parue sur les Halakhot de Yom Tov.